# Первомайский завод «Фрегат»
Первомайский завод «Фрегат» (укр. Первомайський завод «Фрегат») — промышленное предприятие в городе Первомайск Николаевской области.

## История
Завод был построен на окраине Первомайска в соответствии с восьмым пятилетним планом развития народного хозяйства СССР, в 1968 году была введена в строй первая очередь завода, в 1969 году завод был полностью введён в эксплуатацию.
В 1970е годы основной продукцией предприятия являлись дождевальные установки «Фрегат».
В целом, в советское время завод входил в число ведущих предприятий города, на его балансе находилось общежитие для рабочих завода и иные объекты социальной инфраструктуры.
В 1980е годы в селе Романова Балка началось строительство пионерского лагеря завода «Фрегат», но после провозглашения независимости Украины строительство было остановлено, а в сентябре 1993 года Кабинет министров Украины принял решение о продаже объекта.
В мае 1995 года Кабинет министров Украины включил завод в перечень предприятий, подлежащих приватизации в течение 1995 года. В дальнейшем, завод был преобразован в открытое акционерное общество и в июне 1996 года — внесён в перечень предприятий, приватизацию которых следовало проводить в соответствии с индивидуальными планами.
В июле 1998 года завод был включён в перечень предприятий, имеющих стратегическое значение для экономики и безопасности Украины.
17 августа 1998 года контрольный пакет в размере 25 % + 1 акция предприятия был закреплён в государственной собственности, но в апреле 1999 года Кабинет министров Украины поручил Фонду государственного имущества продать все оставшиеся в собственности государства акции предприятия.
В первой половине 2000х годов основной продукцией предприятия являлись металлоконструкции.
В августе 2005 года стало известно о пройденных межведомственных испытаниях самоходной шлангобарабанной дождевальной машины.
В декабре 2007 года Антимонопольный комитет Украины разрешил инвестиционной компании «Fregat Ingreering Ltd.» (Кипр) приобрести свыше 50 % акций предприятия.
В 2010 году завод освоил проектирование и изготовление из стальных оцинкованных профилей систем крепления фотоэлектрических модулей для солнечных электростанций.

## Современное состояние
Завод производит судовое палубное оборудование, дождевальные машины, мельнично-элеваторное оборудование, сельскохозяйственную технику, а также металлоизделия и металлоконструкции.